# کلیه (معماری)

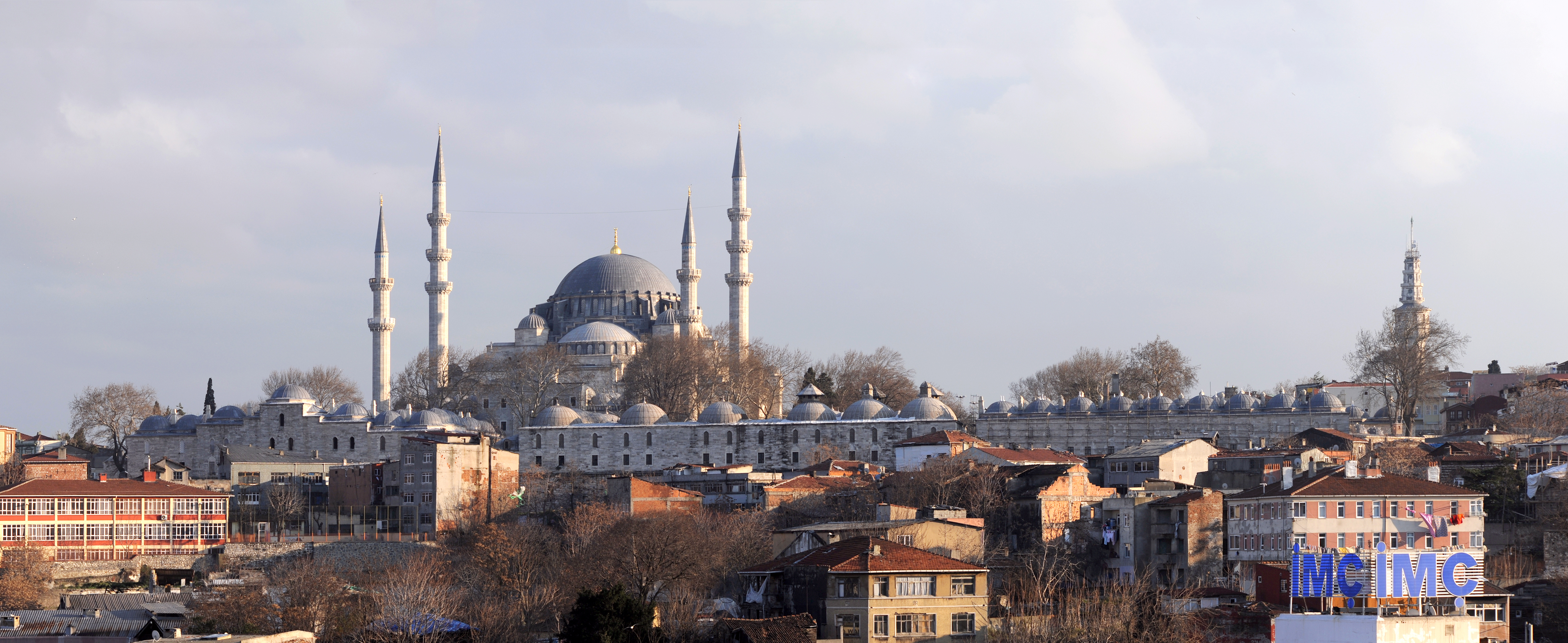
مسجد سلیمانیه و کلیه آن در استانبول

کلیه (عربی: كلية و ترکی استانبولی: Külliye) مجموعه ای از ساختمان‌های مرتبط با معماری عثمانی با مرکزیت یک مسجد است و در یک نهاد واحد مدیریت می‌شود و اغلب بر پایه وقف کار می‌کند. کلیه‌ها معمولاً متشکل از مدرسه، دارالشفا، مطبخ، نانوایی، حمام ترکی، ساختمان‌های دیگر برای خدمات مختلف خیرخواهانه برای جامعه و سایر ملحقات است. این واژه از کلمه عربی «کل» به معنای «همه» مشتق شده‌است.
سنت کلیه به ویژه در معماری ترکی- در سلجوقی - به ویژه امپراتوری عثمانی و همچنین میراث معماری تیموری وجود داشته‌است.